# Dysschema formosissima
Dysschema formosissima är en fjärilsart som beskrevs av Butler 1871. Dysschema formosissima ingår i släktet Dysschema och familjen björnspinnare. Inga underarter finns listade i Catalogue of Life.